# Лунинец
Лунинец (на беларуски: Лунінец; на руски: Лунинец) е град в Беларус, административен център на Лунинецки район, Брестка област. Населението на града е 24 816 души (по приблизителна оценка от 1 януари 2018 г.).

## История
За пръв път селището е упоменато през 1449 година, през 1940 година получава статут на град.